# William Crosby Dawson

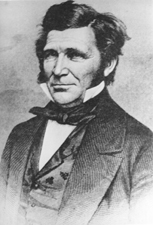
William Crosby Dawson

William Crosby Dawson (* 4. Januar 1798 in Greensboro, Greene County, Georgia; † 5. Mai 1856 ebenda) war ein US-amerikanischer Politiker der United States Whig Party. Von 1836 bis 1841 saß er für den US-Bundesstaat Georgia im US-Repräsentantenhaus. Zwischen 1849 und 1855 vertrat er Georgia im US-Senat.

## Leben
Als Sohn von George Dawson, Sr. und Katie Ruth Marston Skidmore wurde Dawson in Greensboro geboren. Nachdem er durch Reverend Dr. Cumming privat unterrichtet worden war, besuchte er die County Academy in seiner Geburtsstadt. Anschließend ging er an die University of Georgia. Sein Jurastudium nahm er bei Thomas W. Cobb auf und beendete es an der Litchfield Law School. 1818 wurde er als Rechtsanwalt zugelassen und praktizierte fortan in seiner Heimatstadt. 1819 heiratete er Henrietta M. Wingfield. Gemeinsam hatten sie acht Kinder.
Ab 1821 war er Clerk beim Repräsentantenhaus von Georgia. Diesen Posten behielt er zwölf Jahre. 1828 begann er damit, ein Standardwerk über die Gesetze des Staates Georgia zu schreiben, welches erstmals 1831 publiziert wurde. 1834 und 1835 hatte er sein erstes politisches Mandat als Staatssenator inne. 1836 war er in den Krieg gegen die Seminolen involviert. 1836 wurde Dawson als Nachfolger des verstorbenen John E. Coffee ins US-Repräsentantenhaus gewählt. Die Wiederwahl gelang ihm dreimal. 1841 war er Kandidat der Whigs für das Amt des Gouverneurs von Georgia. Er konnte sich jedoch nicht gegen Charles James McDonald durchsetzen. Dawson selbst führte die Niederlage auf seine Arbeit im Kongress zurück und trat anschließend zurück. 1845 wurde er von Gouverneur George Walker Crawford zum Richter am Ocmulgee Circuit Court ernannt. Dawson nahm jedoch nur bis zur Wahl eines Nachfolgers den Posten wahr.
1847 wurde Dawson schließlich als Vertreter Georgias in den Bundessenat in Washington, D.C. gewählt. Dort war er während seiner sechsjährigen Amtsperiode Vorsitzender des Committee on Claims. Eine Wiederwahl gelang ihm nicht.
Ab 1843 engagierte sich Dawson als Freimaurer. Nach dem Ende seiner politischen Karriere war er bis zu seinem Tod 1856 wieder als Rechtsanwalt in Greensboro tätig. Er wurde auf dem Greensboro Cemetery beigesetzt.
Nach ihm sind die Orte Dawsonville und Dawson sowie Dawson County in Georgia benannt.